# Rezatkreis

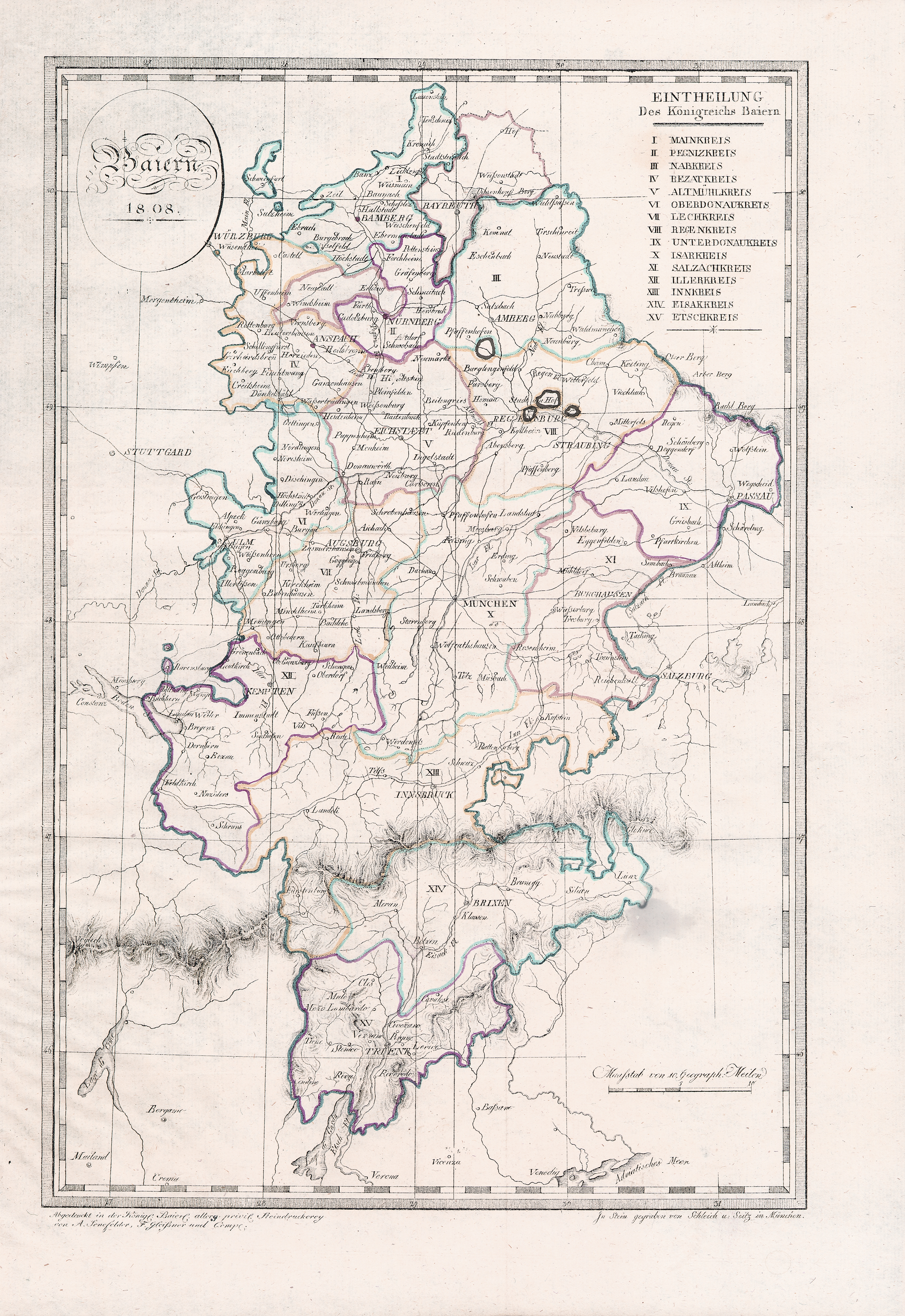
Bayerns Einteilung in Kreise im Jahr 1808

Der Rezatkreis (auch Retzatkreis geschrieben) mit der Hauptstadt Ansbach war ein Kreis des 1806 gegründeten Königreichs Bayern und ist nach dem Fluss Rezat in der Region Franken benannt.

## Lage
Im Norden grenzte der Rezatkreis an den bayerischen Mainkreis (ab 1817 als Obermainkreis), im Osten an den Pegnitzkreis und den Altmühlkreis (bis 1810), im Süden an den bayerischen Oberdonaukreis und im Westen an den württembergischen Jagstkreis.

## Geschichte
Im Jahr 1808 kam es zu einer grundlegenden Neuordnung der Verwaltung Bayerns, die von Maximilian von Montgelas initiiert wurden. Montgelas war damals der leitende Minister des zwei Jahre zuvor gegründeten Königreichs Bayern. Im Rahmen dieser Reform wurde auch die mittlere Verwaltungsebene komplett umgestaltet, wobei die historisch gewachsenen Territorialeinheiten aufgelöst und stattdessen fünfzehn administrative Kreise geschaffen wurden, zu denen auch der Rezatkreis gehörte.
1810 wurde der Rezatkreis erheblich vergrößert, darunter fast um den ganzen Pegnitzkreis und das Fürstentum Bayreuth unterhalb Gebirgs. Gleichzeitig verlor er die Landgerichte Crailsheim und Gerabronn an Württemberg. 1817 wurde die Zahl der Kreise im Staatsgebiet auf sieben bzw. acht (mit der Rheinpfalz) verringert. Der Pegnitzkreis und der nördliche Teil des ehemaligen Altmühlkreises (ab 1810 zum Oberdonaukreis zugehörig) wurden in den Rezatkreis eingegliedert. Ansbach wurde als Sitz der Kreisregierung Hauptstadt des Rezatkreises. Mit der Verordnung vom 29. November 1837 wurde aus dem Rezatkreis am 1. Januar 1838 das heutige Mittelfranken.

## Gliederung
Im Rezatkreis gab es 36 Landgerichte (LG), 9 kreisunmittelbare Städte, 7 mit einem Stadtgericht (StG), 2 ohne Stadtgericht (Nördlingen, Schwabach) und 18 Herrschaftsgerichte (HG) bzw. Untergericht (UG), Stadt- und Herrschaftsgericht (StHG). Ein * bedeutet, dass das Gericht in dem Jahr gegründet wurde; † bedeutet, dass das Gericht aufgelöst wurde.

| Verwaltungseinheit       | Typ  | Zugang | von            | Abgang | nach          |
| ------------------------ | ---- | ------ | -------------- | ------ | ------------- |
| Altdorf                  | LG   | 1810   | Pegnitzkreis   |        | Mittelfranken |
| Ansbach                  | LG   | 1808   | *              |        | Mittelfranken |
| Ansbach                  | StG  | 1807   | *              |        | Mittelfranken |
| Aufkirchen               | UG   | ?      | *              | 1818   | †             |
| Bissingen                | HG   | 1818   | *              | 1837   | Schwaben      |
| Burghaslach              | HG   | 1814   | *              | 1848   | †             |
| Cadolzburg               | LG   | 1810   | Pegnitzkreis   |        | Mittelfranken |
| Crailsheim               | LG   | 1808   | *              | 1810   | Württemberg   |
| Dinkelsbühl              | LG   | 1808   | *              | 1812   | †             |
| Dinkelsbühl              | StG  | 1808   | *              | 1812   | Mittelfranken |
| Ellingen                 | HG   | 1817   | Oberdonaukreis | 1848   | †             |
| Erlangen                 | LG   | 1812   | *              |        | Mittelfranken |
| Erlangen                 | StG  | 1812   | *              |        | Mittelfranken |
| Feuchtwangen             | LG   | 1808   | *              |        | Mittelfranken |
| Forchheim                | LG   | 1810   | Pegnitzkreis   | 1817   | Oberfranken   |
| Fürth                    | StG  | 1810   | Pegnitzkreis   |        | Mittelfranken |
| Gerabronn                | LG   | 1808   | *              | 1810   | Württemberg   |
| Gräfenberg               | LG   | 1810   | Pegnitzkreis   | 1817   | Oberfranken   |
| Greding                  | LG   | 1817   | Oberdonaukreis |        | Mittelfranken |
| Gunzenhausen             | LG   | 1808   | *              |        | Mittelfranken |
| Harburg                  | HG   | 1818   | *              | 1837   | Schwaben      |
| Heidenheim               | LG   | 1817   | Oberdonaukreis |        | Mittelfranken |
| Heilsbronn               | LG   | 1808   | *              |        | Mittelfranken |
| Herrieden                | LG   | 1808   | *              |        | Mittelfranken |
| Hersbruck                | LG   | 1810   | Pegnitzkreis   |        | Mittelfranken |
| Herzogenaurach           | LG   | 1812   | *              | 1837   | Oberfranken   |
| Hilpoltstein             | LG   | 1817   | Oberdonaukreis | 1837   | Oberpfalz     |
| Höchstadt                | LG   | 1810   | Mainkreis      | 1817   | Oberfranken   |
| Hohenlandsberg           | HG   | 1814   | *              | 1848   | †             |
| Lauf                     | LG   | 1810   | Pegnitzkreis   |        | Mittelfranken |
| Leutershausen            | LG   | 1808   | *              |        | Mittelfranken |
| Maihingen                | HG   | 1818   | *              | 1823   | †             |
| Markt Bibart             | LG   | 1812   | *              |        | Mittelfranken |
| Markt Einersheim         | HG   | 1814   | *              | 1848   | †             |
| Markt Erlbach            | LG   | 1812   | *              |        | Mittelfranken |
| Marktsteft               | LG   | 1808   | *              | 1810   | Unterfranken  |
| Mönchsroth               | HG   | 1818   | *              | 1837   | Schwaben      |
| Monheim                  | LG   | 1817   | Oberdonaukreis | 1837   | Schwaben      |
| Neustadt an der Aisch    | LG   | 1812   | *              |        | Mittelfranken |
| Nördlingen               | LG   | 1817   | Oberdonaukreis | 1837   | Schwaben      |
| Nürnberg                 | LG   | 1810   | Pegnitzkreis   |        | Mittelfranken |
| Nürnberg                 | StG  | 1810   | Pegnitzkreis   |        | Mittelfranken |
| Oettingen                | StHG | 1823   | *              | 1837   | Schwaben      |
| Oettingen d. d. Wörnitz  | HG   | 1818   | *              | 1823   | †             |
| Oettingen j. d. Wörnitz  | HG   | 1818   | *              | 1823   | †             |
| Pappenheim               | HG   | 1818   | *              | 1848   | †             |
| Pleinfeld                | LG   | 1817   | Oberdonaukreis | 1858   | †             |
| Rothenburg ob der Tauber | LG   | 1808   | *              |        | Mittelfranken |
| Rothenburg ob der Tauber | StG  | 1804   | *              | 1810   | †             |
| Schwabach                | LG   | 1810   | Pegnitzkreis   |        | Mittelfranken |
| Schillingsfürst          | HG   | 1821   | *              | 1840   | †             |
| Schwarzenberg            | HG   | 1814   | *              | 1848   | †             |
| Sugenheim                | HG   | 1813   | *              | 1820   | †             |
| Wallerstein              | HG   | 1818   | *              | 1837   | Schwaben      |
| Uffenheim                | LG   | 1808   | *              |        | Mittelfranken |
| Wassertrüdingen          | LG   | 1808   | *              |        | Mittelfranken |
| Weißenburg               | LG   | 1817   | Oberdonaukreis |        | Mittelfranken |
| Wemding                  | LG   | 1834   | *              | 1837   | Schwaben      |
| Wilhermsdorf             | HG   | 1817   | *              | 1821   | †             |
| Windsheim                | LG   | 1812   | *              |        | Mittelfranken |

## Karten
- Christoph Fembo (Zeichner und Hrsg.), Johann W. Kneusel (Stecher): Charte vom Rezatkreis. Mit der Eintheilung in Land- und Herrschafts-Gerichte. Nürnberg 1819 (Digitalisat der Universitäts- und Landesbibliothek Düsseldorf).
- Georg Lommel, Gottlieb J. Bauer, A. M. Hammer: Der Rezatkreis in: Bayerns acht Kreise, Beilage 4, 1836 (Digitalisat der Bayerischen Staatsbibliothek).
- Johann Michael Schramm: Das Koenigreich Baiern – 4. Rezat-Kreis 1809, München 1809 (Digitalisat).